# Snuden i byen
|  | Denne artikel er oprettet af botten PalnaBot ud fra en ekstern database. Den kan derfor have sproglige fejl eller mangler. Denne skabelon kan fjernes efter kontrol af indholdet. |

Snuden i byen er en børnefilm instrueret af Anders Sørensen efter manuskript af Flemming Quist Møller.

## Handling
Snuden er rejst til byen fra sin grønne mose og er gæst hos kæmperotten Rita, som bor i et gammelt skur på havnekajen. Rita fortæller, hvorfor hun er så stor, og Snuden kigger på byen. Den leger med to børn fra et fremmed land og får en taske i hovedet af en dansk pige. Godt træt af storbyen vil Snuden gerne hjem. Rita kender en lastbil, der tit skal ud på landet med musikinstrumenter